# Kadhimiya
Al-Kadhimiya (àrab: الكاظمية, al-Kāẓimiyya), antigament al-Kadhimayn (àrab: الكاظمين, al-Kāẓimayn), és una antiga ciutat de l'Iraq, situada al nord de Bagdad (a 5 km del centre), que actualment ha esdevingut un dels nou districtes administratius de la capital. És un lloc sagrat per als xiïtes.
El seu nom original, al-Kadhimayn, significava ‘els dos Kàdhim’, perquè hi ha enterrats dos imams xiïtes: Mussa al-Kàdhim (mort el 802) i el seu net i successor Muhàmmad at-Taqí (mort el 834). Sobre les seves tombes es va construir inicialment una qubba o capella, potser en temps del buwàyhida Muïzz-ad-Dawla (947), i posteriorment una mesquita, acabada en temps del xa Ismaïl I de Pèrsia, al primer quart del segle xvi.
La seva població era de 169.993 persones el 1947 i de 235.745 el 1957. Enfront hi ha el barri d'al-Muazzam, al qual està unida per un pont, i on hi ha la tomba d'Abu-Hanifa an-Numan (mort el 767).

## Història

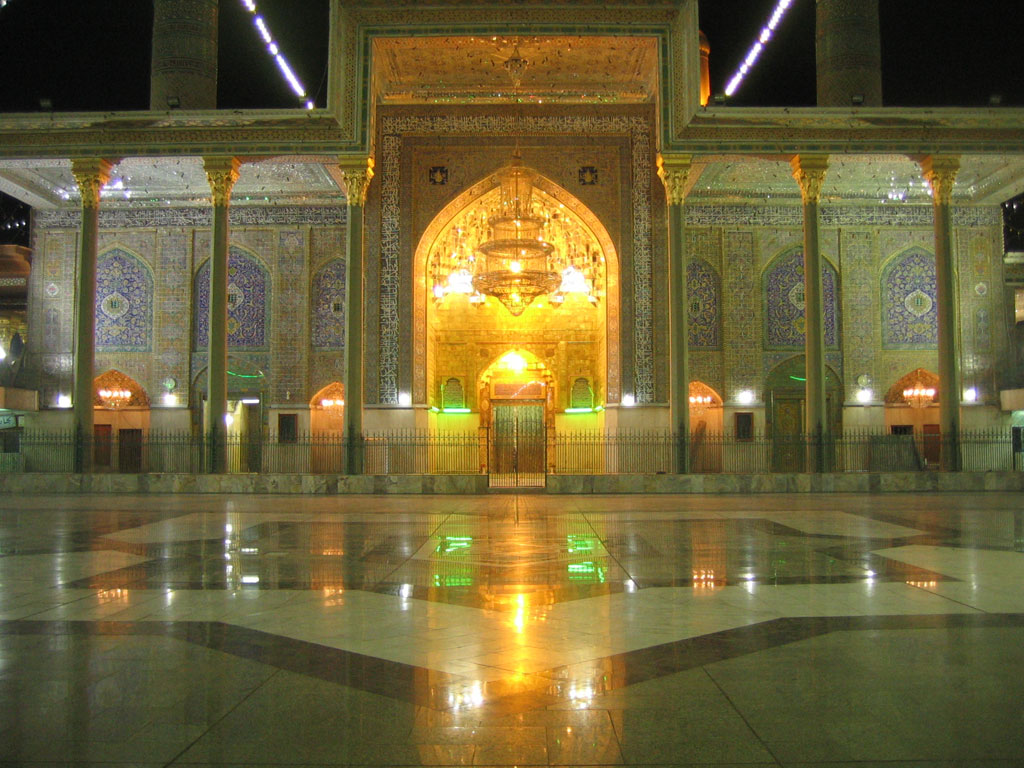
Mesquita

El rei cassita Kurigalzu va tenir la seva capital en un lloc proper, 12 km a l'oest. En temps dels sassànides va portar el nom de Tassudj Kutrabbul. Abans de la fundació de Bagdad el lloc s'anomenava al-Shunuzi, i més tard es va dir Maqàbir Qurayx (de vegades també Maqàbir Bab at-Tibn). La capella amb les tombes va patir danys en diverses inundacions, sent les més greus les de 977, 1073 i 1217.
El pelegrinatge a les tombes està testimoniat al segle xiii (Yakut, 1228) i llavors ja era un barri força poblat. El 1225 la capella va ser destruïda parcialment en les lluites entre xiïtes i sunnites. El 1258 la capella fou destruïda (cremada) pels mongols. Al segle xiv la vila va esdevenir ciutat independent separada de Bagdad.
El 1801 va acollir els tresors de Karbala, que fou saquejada pels wahhabites. Després de l'ocupació americana de l'Iraq es va establir a la ciutat l'anomenat Camp Justícia on foren executats Saddam Hussein, el 30 de desembre de 2006, Barzan Ibrahim al-Tikriti, antic cap de la Intel·ligència iraquiana, el 15 de gener de 2007, i Awad Hamed al-Bandar, president de la Cort Revolucionària de l'Iraq. El 20 de març del 2007 hi fou executat el vicepresident Taha Yassin Ramadan. Per un acord de 2007 els soldats americans van acceptar de no acostar-se a menys d'un quilòmetre de la mesquita.